# روني كوكي
روني كوكي (بالإنجليزية: Ronnie Cooke)‏ هو لاعب اتحاد الرغبي جنوب أفريقي، ولد في 5 أبريل 1984 في بريتوريا في جنوب أفريقيا.

## وصلات خارجية
- روني كوكي عل موقع إسبنسكروم (الإنجليزية)
- روني كوكي على موقع ItsRugby.co.uk (الإنجليزية)